# Farncombe
Farncombe – wieś w Anglii, w hrabstwie Surrey, w dystrykcie Waverley. Leży 48 km na południowy zachód od centrum Londynu.